# Telheiras (Metro de Lisboa)
Telheiras es una estación del Metro de Lisboa. Se sitúa en el municipio de Lisboa y constituye el término de la Línea Verde. Fue inaugurada el 2 de noviembre de 2002 en el ámbito de la expansión de esta línea a la zona de Telheiras.
Esta estación se ubica entre Rua Prof. Francisco Gentil y Estrada de Telheiras, junto a Azinhaga do Areeiro. El proyecto arquitectónico es de la autoría del arquitecto Duarte Nuno Simões y las intervenciones plásticas del artista plástico Eduardo Batarda. A semejanza de las estaciones más recientes, está equipada para poder atender a pasajeros con movilidad reducida; varios ascensores facilitan el acceso al andén.